# The Underdog Project
The Underdog project — немецкая музыкальная группа, исполняющая музыку в стиле хаус. Свой первый альбом «It Doesn’t Matter» выпустила в 2001 году. В альбом входят такие хиты, как «Saturday» (не путать с «Saturday Night», он был выпущен спустя два года после выхода «It Doesn’t Matter».), «Summer Jam» и «Tonight». Группа состоит из четырёх членов: Вик Кришна (вокал), Крэйг Смарт (вокал), DJ Франк (ремиксы) и AJ Дункан (клавишные).

## История группы
История группы берет своё начало с того времени, когда Вик Кришна гастролировал по Германии с канадским певцом Крейгом Смартом под крылом продюсера ToneDef и компании Triple S. Дела шли хорошо, поэтому они начали запись — в основном, демозаписи, но так же были и полноценные треки. Когда было собрано достаточно материала для альбома, был выпущен «It Doesn’t Matter». Их песня «Remember» стала шаблоном для хита Эйкона «Right Now Na Na Na».
Самый популярный трек группы «Summer Jam» был одним из крупнейших поп-хитов в Европе. Этот хит был в ротации у всех поп-радиостанций Германии, но он также был популярен в Великобритании и США. «Summer Jam» достиг второй строчки в немецких музыкальных чартах. MTV Germany и VIVA запускают в свою ротацию их клип, добавляя ещё большей популярности. Самая большая радиостанция танцевальной музыки в Нью-Йорке, WKTU, также выразили поддержку записи и добавили его в свой плей-лист, а также лидер рынка Power 96 в Майами. В дополнение к исходному набору миксов, были завершены различные ремиксы для более четкой записи для более широкого круга диджеев. Наиболее заметным ремиксом является Dance Movement Extended Mix сделанный Nitelite Record’s Max Maroldo. Запись попала в Top 20 в Италии. Другие новые миксы включают в себя 2-Step версии — 2-Step Mix DJ Wickel, Dutch trance version — Greenfields Pancake Jam, и версию в стиле progressive house — Free Heads Club Mix & Free Heads Dub.

## Дискография

### Студийные альбомы
| Название          | Альбом                                                                        | Позиция | Позиция | Позиция | Позиция | Позиция |
| Название          | Альбом                                                                        | AUS     | BEL     | DEN     | FRA     | GER     |
| ----------------- | ----------------------------------------------------------------------------- | ------- | ------- | ------- | ------- | ------- |
| It Doesn't Matter | - Выпущен: 20 ноября 2000 - Лейбл: Radikal - Формат: CD, цифровая дистрибуция | 3       | 57      | 16      | 74      | 2       |